# Vuelta a España 2024/1. Etappe
Die 1. Etappe der Vuelta a España 2024 fand am 17. August 2024 statt. Sie bildete den Auftakt der 79. Austragung des spanischen Etappenrennens, das zum zweiten Mal nach dem Jahr 1997 in Portugal gestartet wurde. Das erste Teilstück wurde im Rahmen eines zwölf Kilometer langen Einzelzeitfahrens ausgetragen, das vom Padrão dos Descobrimentos in Lissabon nach Oeiras führte. Nach der Etappe hatten die Fahrer 0,36 % der Gesamtdistanz zurückgelegt.
Den Etappensieg sicherte sich der US-Amerikaner Brandon McNulty (UAE Team Emirates), der zugleich als erster Fahrer ins Rote Trikot schlüpfte. Er setzte sich zwei Sekunden vor Mathias Vacek (Lidl-Trek) und drei Sekunden vor Wout van Aert (Team Visma-Lease a Bike) durch.

## Streckenverlauf
Der Start erfolgte in Lissabon im Stadtteil Belém vor dem Mosteiro dos Jerónimos. Vorbei am Praça do Império und Padrão dos Descobrimentos ging es auf der N6 in Richtung Westen, wobei die Strecke entlang des Tagus verlief, der kurz darauf in den Atlantik mündet. Vorbei am Torre de Belém und Monumento aos Combatentes do Ultramar ging es auf geradem Weg nach Oeiras. 4,7 Kilometer vor dem Ziel wurde in Paço de Arcos eine Zwischenzeit genommen. Das Ziel befand sich vor dem Forte de São Julião da Barra.
|                 | Ort                                   | Kilometer |
| --------------- | ------------------------------------- | --------- |
| Start           | Lissabon (Mosteiro dos Jerónimos)     | 0         |
| 1. Zwischenzeit | Paço de Arcos                         | 7,3       |
| Ziel            | Oeiras (Forte de São Julião da Barra) | 12        |

## Rennverlauf
Chronologischer Ablauf
Als erster Fahrer ging Luis Ángel Maté (Euskaltel-Euskadi) ins Rennen. Der Spanier absolvierte die 12 Kilometer in einer Zeit von 14 Minuten und vier Sekunden was einer durchschnittlichen Geschwindigkeit von 51,1 km/h entspricht. Im Anschluss unterboten Bryan Coquard (Cofidis), Gijs Leemreize (dsm-firmenich PostNL), Chris Harper (Jayco AlUla) und Jack Haig (Bahrain Victorious) seine Zeit, ehe auch der früh gestartete Enric Mas (Movistar) mit 13 Minuten und 14 Sekunden eine neue Bestzeit markieren konnte. Die erste Richtzeit setzte der Zeitfahrspezialist Victor Campenaerts (Lotto Dstny), der die Strecke in 13 Minuten und sieben Sekunden absolvierte. Doch auch die Bestzeit des Belgiers hielt nicht lange und wurde kurz darauf von Jay Vine (UAE Team Emirates) und Edoardo Affini (Visma-Lease a Bike) unterboten. Beide unterboten die 13-Minuten-Marke, wobei Letzterer eine Zeit von 12:43 min und somit einen Schnitt von 56,6 km/h fuhr. Unterdessen waren mit Antonio Tiberi (Bahrain Victorious), Richard Carapaz (EF Education-EasyPost) und Daniel Felipe Martínez (Red Bull–Bora–Hansgrohe) drei weitere Gesamtklassement-Fahrer ins Rennen gegangen. Sie verloren rund 20 Sekunden auf den Führenden. Im Anschluss folgten Florian Lipowitz (Red Bull–Bora–Hansgrohe) und Mattias Skjelmose Jensen (Lidl-Trek), die 13 bzw. 14 Sekunden verloren und sich so auf die vorderen Plätze schoben. Auch Thymen Arensman (Ineos Grenadiers) schaffte zunächst den Sprung in die Top 10, während Mikel Landa (Soudal Quick-Step) das Ziel mit fast einer Minute Verspätung erreichte.
Nun ging mit Joshua Tarling (Ineos Grenadiers) einer der großen Favoriten an den Start. Der erst 20-jährige markierte bei der einzigen Zeitnahme eine neue Bestzeit, musste sich im Ziel jedoch um 28 Hundertstel geschlagen geben. Mit Adam Yates (UAE Team Emirates), Sepp Kuss (Visma-Lease a Bike) und João Almeida (UAE Team Emirates) folgten nun weitere Gesamtklassement-Fahrer, wobei letzterer mit 17 Sekunden Rückstand vorerst den 5. Platz belegte. Für eine Überraschung sorgte kurz davor der Tscheche Mathias Vacek (Lidl-Trek), der mit 12 Minuten und 37 Sekunden eine neue Bestzeit fuhr und Edoardo Affini um sechs Sekunden von der Spitze verdrängte.
Mit Primož Roglič (Red Bull–Bora–Hansgrohe) nahmen nun auch die letzten Fahrer das Rennen in Angriff. Der Slowene wies im Ziel einen Rückstand von nur 14 Sekunden auf und absolvierte die 12 Kilometer somit schneller als die restlichen Gesamtklassement-Fahrer. Stefan Küng (Groupama-FDJ) konnte die neue Bestzeit von Mathias Vacek nicht unterbieten und belegte vorerst mit vier Sekunden Rückstand den zweiten Rang. Brandon McNulty (UAE Team Emirates) und Wout van Aert (Visma-Lease a Bike), die als letzte ins Rennen gegangen waren, zeigten mit guten Zwischenzeiten auf, wobei der erstgenannte nur eine Sekunde hinter Mathias Vacek zurücklag und Letzterer eine neue Zwischenbestzeit markierte. Brandon McNulty erreichte das Ziel in einer Zeit von 12 Minuten und 35 Sekunden und war somit zwei Sekunden schneller als Mathias Vacek. Wout van Aert wies schlussendlich einen Rückstand von drei Sekunden auf und belegte den dritten Rang.
Zeitabstände der Gesamtklassement-Fahrer
Von den Gesamtklassement-Fahrern belegten Primož Roglič und João Almeida die besten Etappenplatzierungen. Die beiden wiesen schlussendlich einen Rückstand von 17 bzw. 19 Sekunden auf Brandon McNulty auf. Knapp außerhalb der Top 10 verloren Florian Lipowitz, Mattias Skjelmose Jensen 21 bzw. 22 Sekunden, während auch Antonio Tiberi, Alexander Wlassow (Red Bull–Bora–Hansgrohe) und Thymen Arensman innerhalb der 30-Sekunden-Marke blieben. Etwas mehr als eine halbe Minute büßten Tao Geoghegan Hart (Lidl-Trek), Daniel Felipe Martínez, Adam Yates, Max Poole (dsm-firmenich PostNL), Enric Mas, Eddie Dunbar (Jayco AlUla) und Richard Carapaz ein, wobei letzterer einen Rückstand von 40 Sekunden aufwies. Cian Uijtdebroeks (Visma-Lease a Bike) und Carlos Rodríguez (Ineos Grenadiers) verloren 45 bzw. 46 Sekunden, während Ben O’Connor (Decathlon AG2R La Mondiale) 52 Sekunden verlor. Der Vorjahressieger Sepp Kuss belegte mit einem Rückstand von 53 Sekunden den 62. Rang. Mehr Zeit verloren Felix Gall (Decathlon AG2R La Mondiale), Giulio Ciccone (Lidl-Trek), Mikel Landa, Einer Rubio (Movistar) und Lorenzo Fortunato (Astana Qazaqstan), wobei die letzten drei bereits nach der ersten Etappe mehr als eine Minute zurücklagen.
Brandon McNulty schlüpfte als erster Fahrer ins Rote Trikot und lag nun zwei Sekunden vor Mathias Vacek, der die Nachwuchswertung anführte. Wout van Aert wies als Gesamtdritter einen Rückstand von drei Sekunden auf. Weiters führte Brandon McNulty auch die Punktewertung an, während das Bergtrikot noch nicht vergeben wurde. Seine Mannschaft, das UAE Team Emirates, lag an der Spitze der Mannschaftswertung. Alle 176 gestarteten Fahrer erreichten das Ziel.

## Ergebnis
| \| Etappenergebnis \| Etappenergebnis \| Etappenergebnis \| Etappenergebnis \| Etappenergebnis \| \| Fahrer \| Fahrer \| Land \| Team \| Zeit \| \| --------------- \| --------------- \| ---------------------- \| -------------------------- \| --------------- \| \| 1. \| Brandon McNulty \| Vereinigte Staaten \| UAE Team Emirates \| 12 min 35 s \| \| 2. \| Mathias Vacek \| Tschechien \| Lidl-Trek \| + 2 s \| \| 3. \| Wout van Aert \| Belgien \| Team Visma \\| Lease a Bike \| + 3 s \| \| 4. \| Stefan Küng \| Schweiz \| Groupama-FDJ \| + 6 s \| \| 5. \| Edoardo Affini \| Italien \| Team Visma \\| Lease a Bike \| + 8 s \| \| 6. \| Joshua Tarling \| Vereinigtes Königreich \| Ineos Grenadiers \| + 8 s \| \| 7. \| Mauro Schmid \| Schweiz \| Team Jayco AlUla \| + 16 s \| \| 8. \| Primož Roglič \| Slowenien \| Red Bull-Bora-Hansgrohe \| + 17 s \| \| 9. \| Bruno Armirail \| Frankreich \| Decathlon-AG2R La Mondiale \| + 18 s \| \| 10. \| João Almeida \| Portugal \| UAE Team Emirates \| + 19 s \| |                 |                        |                            |             |
| |                 |                        |                            |             |
| Quelle: ProCyclingStats |                 |                        |                            |             |
| Etappenergebnis |                 |                        |                            |             |
| Fahrer | Fahrer          | Land                   | Team                       | Zeit        |
| 1. | Brandon McNulty | Vereinigte Staaten     | UAE Team Emirates          | 12 min 35 s |
| 2. | Mathias Vacek   | Tschechien             | Lidl-Trek                  | + 2 s       |
| 3. | Wout van Aert   | Belgien                | Team Visma \| Lease a Bike | + 3 s       |
| 4. | Stefan Küng     | Schweiz                | Groupama-FDJ               | + 6 s       |
| 5. | Edoardo Affini  | Italien                | Team Visma \| Lease a Bike | + 8 s       |
| 6. | Joshua Tarling  | Vereinigtes Königreich | Ineos Grenadiers           | + 8 s       |
| 7. | Mauro Schmid    | Schweiz                | Team Jayco AlUla           | + 16 s      |
| 8. | Primož Roglič   | Slowenien              | Red Bull-Bora-Hansgrohe    | + 17 s      |
| 9. | Bruno Armirail  | Frankreich             | Decathlon-AG2R La Mondiale | + 18 s      |
| 10. | João Almeida    | Portugal               | UAE Team Emirates          | + 19 s      |

## Gesamtstände
| \| Gesamtwertung \| Gesamtwertung \| Gesamtwertung \| Gesamtwertung \| Gesamtwertung \| \| Fahrer \| Fahrer \| Land \| Team \| Zeit \| \| ------------- \| --------------- \| ---------------------- \| -------------------------- \| ------------- \| \| 1. \| Brandon McNulty \| Vereinigte Staaten \| UAE Team Emirates \| 12 min 35 s \| \| 2. \| Mathias Vacek \| Tschechien \| Lidl-Trek \| + 2 s \| \| 3. \| Wout van Aert \| Belgien \| Team Visma \\| Lease a Bike \| + 3 s \| \| 4. \| Stefan Küng \| Schweiz \| Groupama-FDJ \| + 6 s \| \| 5. \| Edoardo Affini \| Italien \| Team Visma \\| Lease a Bike \| + 8 s \| \| 6. \| Joshua Tarling \| Vereinigtes Königreich \| Ineos Grenadiers \| + 8 s \| \| 7. \| Mauro Schmid \| Schweiz \| Team Jayco AlUla \| + 16 s \| \| 8. \| Primož Roglič \| Slowenien \| Red Bull-Bora-Hansgrohe \| + 17 s \| \| 9. \| Bruno Armirail \| Frankreich \| Decathlon-AG2R La Mondiale \| + 18 s \| \| 10. \| João Almeida \| Portugal \| UAE Team Emirates \| + 19 s \| |                 |                        |                            |             |
| |                 |                        |                            |             |
| Quelle: ProCyclingStats |                 |                        |                            |             |
| Gesamtwertung |                 |                        |                            |             |
| Fahrer | Fahrer          | Land                   | Team                       | Zeit        |
| 1. | Brandon McNulty | Vereinigte Staaten     | UAE Team Emirates          | 12 min 35 s |
| 2. | Mathias Vacek   | Tschechien             | Lidl-Trek                  | + 2 s       |
| 3. | Wout van Aert   | Belgien                | Team Visma \| Lease a Bike | + 3 s       |
| 4. | Stefan Küng     | Schweiz                | Groupama-FDJ               | + 6 s       |
| 5. | Edoardo Affini  | Italien                | Team Visma \| Lease a Bike | + 8 s       |
| 6. | Joshua Tarling  | Vereinigtes Königreich | Ineos Grenadiers           | + 8 s       |
| 7. | Mauro Schmid    | Schweiz                | Team Jayco AlUla           | + 16 s      |
| 8. | Primož Roglič   | Slowenien              | Red Bull-Bora-Hansgrohe    | + 17 s      |
| 9. | Bruno Armirail  | Frankreich             | Decathlon-AG2R La Mondiale | + 18 s      |
| 10. | João Almeida    | Portugal               | UAE Team Emirates          | + 19 s      |

| Nachwuchswertung | Nachwuchswertung  | Nachwuchswertung       | Nachwuchswertung        | Nachwuchswertung |
| Fahrer           | Fahrer            | Land                   | Team                    | Zeit             |
| ---------------- | ----------------- | ---------------------- | ----------------------- | ---------------- |
| 1.               | Mathias Vacek     | Tschechien             | Lidl-Trek               | 12 min 37 s      |
| 2.               | Joshua Tarling    | Vereinigtes Königreich | Ineos Grenadiers        | + 6 s            |
| 3.               | Mauro Schmid      | Schweiz                | Team Jayco AlUla        | + 14 s           |
| 4.               | Florian Lipowitz  | Deutschland            | Red Bull-Bora-Hansgrohe | + 19 s           |
| 5.               | Mattias Skjelmose | Dänemark               | Lidl-Trek               | + 20 s           |
| 6.               | Filippo Baroncini | Italien                | UAE Team Emirates       | + 24 s           |
| 7.               | Antonio Tiberi    | Italien                | Bahrain Victorious      | + 25 s           |
| 8.               | Marco Frigo       | Italien                | Israel-Premier Tech     | + 26 s           |
| 9.               | Pablo Castrillo   | Spanien                | Equipo Kern Pharma      | + 27 s           |
| 10.              | Thymen Arensman   | Niederlande            | Ineos Grenadiers        | + 27 s           |

| Mannschaftswertung | Mannschaftswertung         | Mannschaftswertung           | Mannschaftswertung |
| Team               | Team                       | Land                         | Zeit               |
| ------------------ | -------------------------- | ---------------------------- | ------------------ |
| 1.                 | UAE Team Emirates          | Vereinigte Arabische Emirate | 38 min 28 s        |
| 2.                 | Lidl-Trek                  | Vereinigte Staaten           | + 12 s             |
| 3.                 | Team Visma \| Lease a Bike | Niederlande                  | + 13 s             |
| 4.                 | Red Bull-Bora-Hansgrohe    | Deutschland                  | + 24 s             |
| 5.                 | Ineos Grenadiers           | Vereinigtes Königreich       | + 40 s             |
| 6.                 | Team Jayco AlUla           | Australien                   | + 54 s             |
| 7.                 | Bahrain Victorious         | Bahrain                      | + 59 s             |
| 8.                 | Groupama-FDJ               | Frankreich                   | + 1 min 13 s       |
| 9.                 | Decathlon-AG2R La Mondiale | Frankreich                   | + 1 min 14 s       |
| 10.                | Soudal Quick-Step          | Belgien                      | + 1 min 15 s       |